# 常盤大橋
常盤大橋（ときわおおはし）は、長野県飯山市大字常盤字上野 - 大字瑞穂字屋株の千曲川に架かる国道117号小沼湯滝バイパス（重用・国道403号）の橋長225 m（メートル）の桁橋。

## 概要

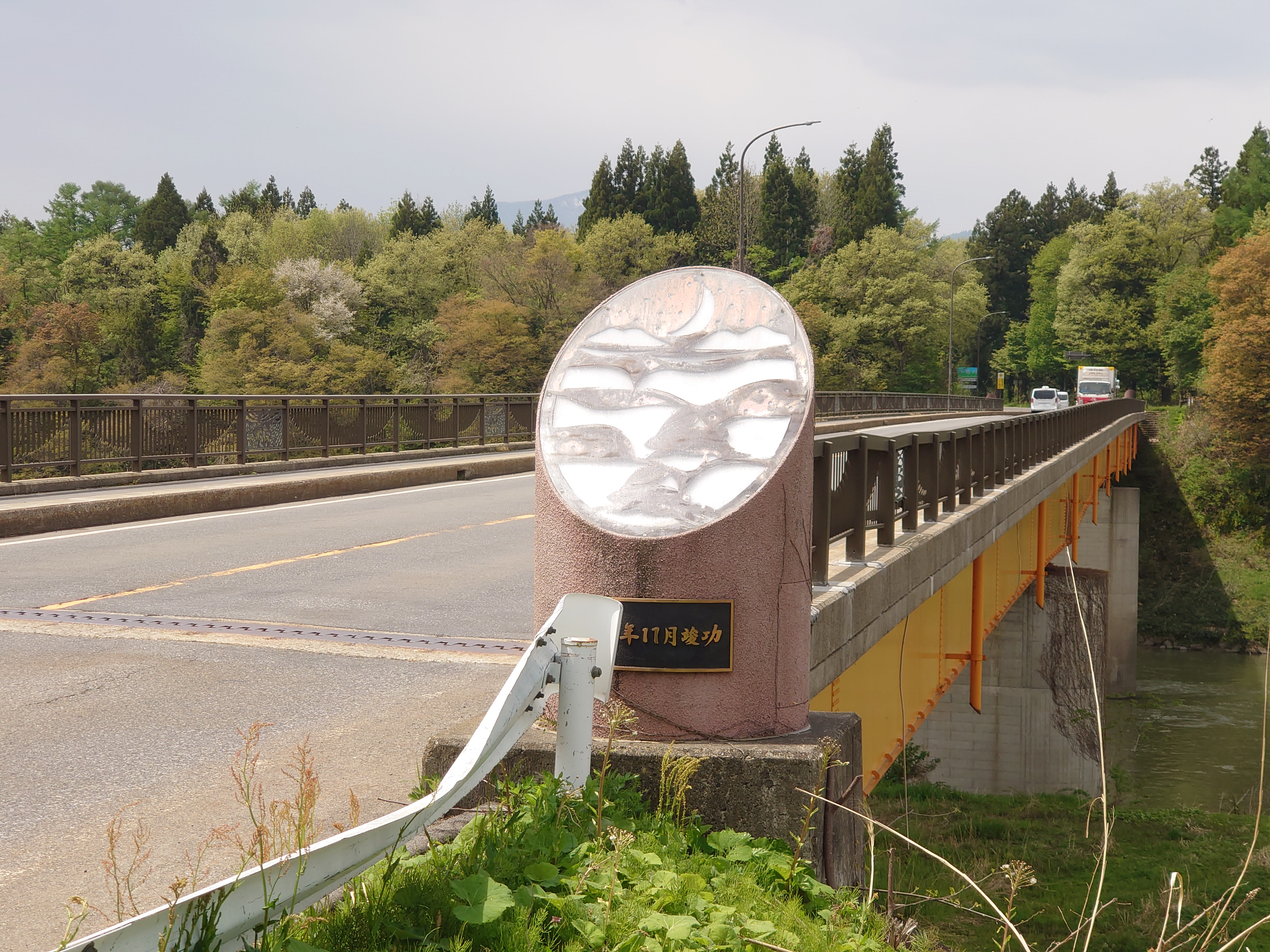
親柱。切り絵が採用されている。

- 形式 - 鋼3径間連続箱桁橋
- 橋長 - 225 m
- 幅員 - 11 m

## 歴史
小沼湯滝バイパスは国道117号のバイパス道路として戸狩市街地（戸狩野沢温泉駅周辺）を迂回し飯山市街地と野沢温泉村・栄村を接続することを目的に主に千曲川の堤防上を走行するルートで飯山市大字飯山 - 同市大字瑞穂豊（湯滝橋南詰）からまで計画・建設された。バイパスのうち、柏尾橋 - 湯滝橋は1987年（昭和62年）12月14日に供用された。本橋は同バイパスにあって、以南の千曲川左岸を走るルートから千曲川を跨ぎ以北の千曲川右岸を走るルートへの渡河橋として1990年（平成2年）に着工され、1992年（平成4年）12月12日に本橋を含む大関橋 - 柏尾橋の区間が開通した。
西詰付近には大倉崎館跡があり、本橋の建設により南北に分断された。